# اندیس سولفات سدیم حصارویه
سولفات سدیم حصارویه یک اندیس غیرفلزی است که در حوالی شهر حاجی آباد استان سیستان و بلوچستان قرار دارد و مادهٔ معدنی موجود در آن، سولفات سدیم است.سنگ میزبان این اندیس آلوویوم است و دیرینگی آن به دوران عهدحاضر می‌رسد. 